# Callistemon comboynensis
Callistemon comboynensis är en myrtenväxtart som beskrevs av Edwin Cheel. Callistemon comboynensis ingår i släktet lampborstar, och familjen myrtenväxter. Inga underarter finns listade i Catalogue of Life.

## Bildgalleri

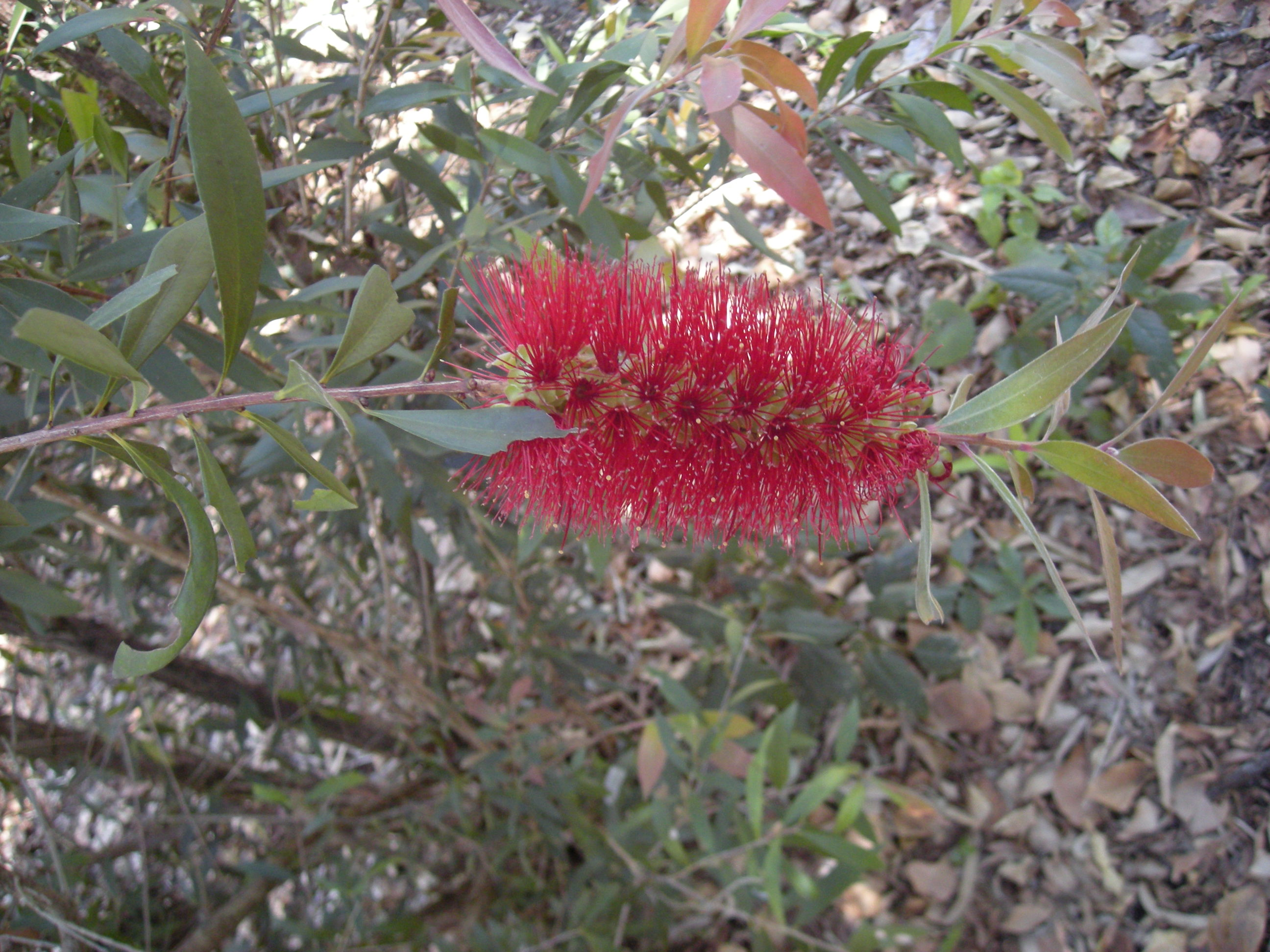
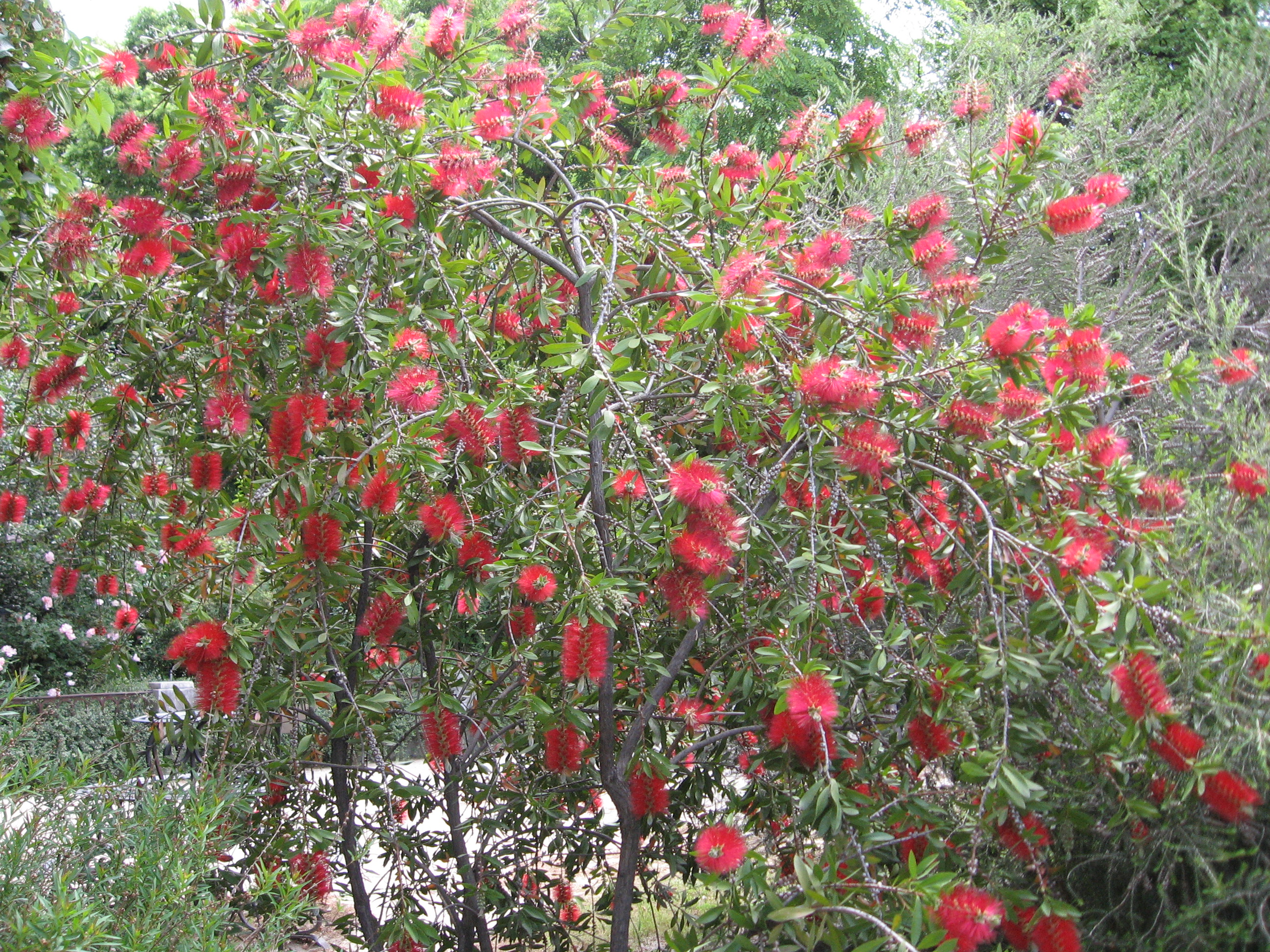
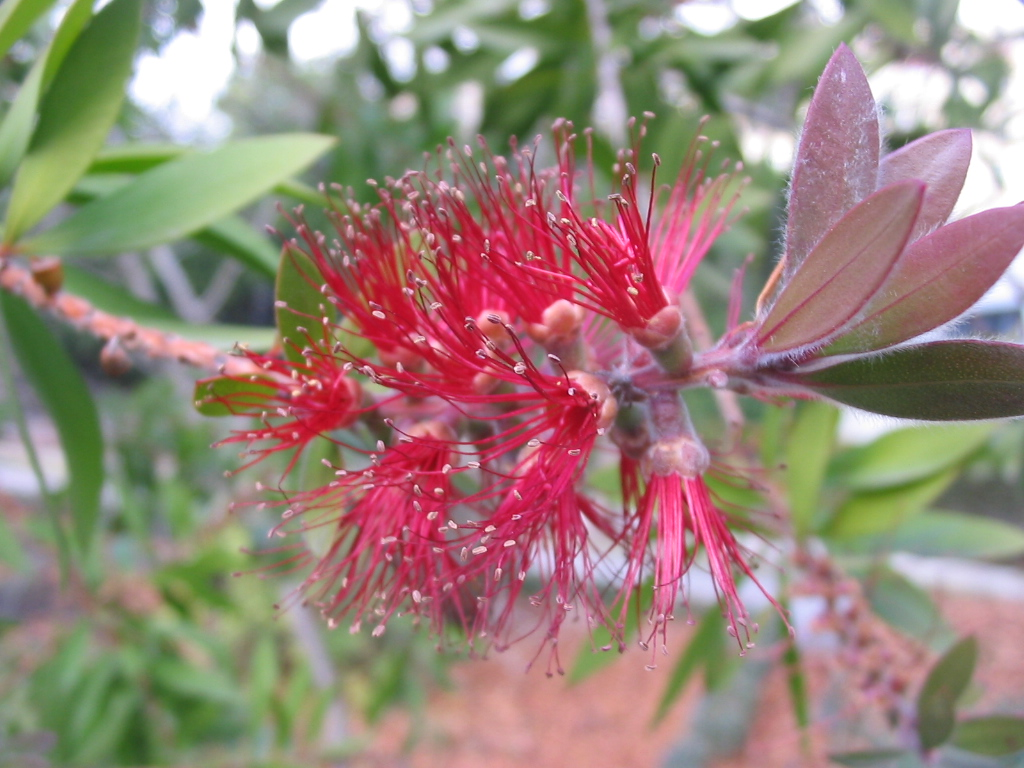
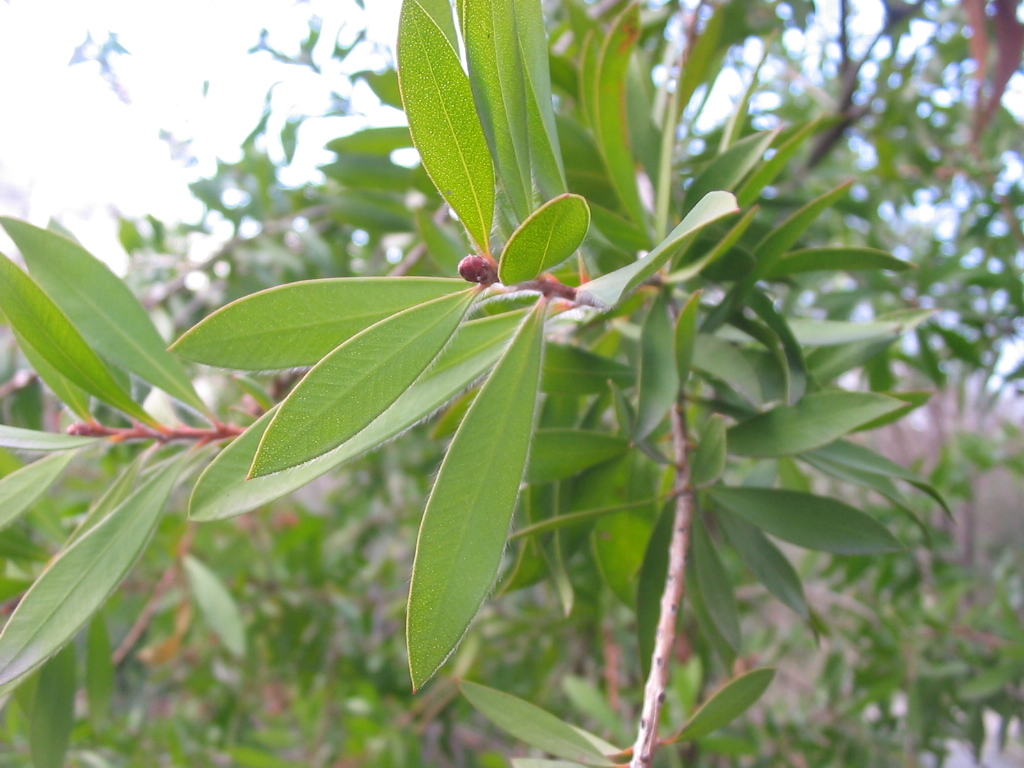